# Mesanthura looensis
Mesanthura looensis is een pissebed uit de familie Anthuridae. De wetenschappelijke naam van de soort is voor het eerst geldig gepubliceerd in 1987 door Kensley & Schotte.